# Indianapolis 500 1976

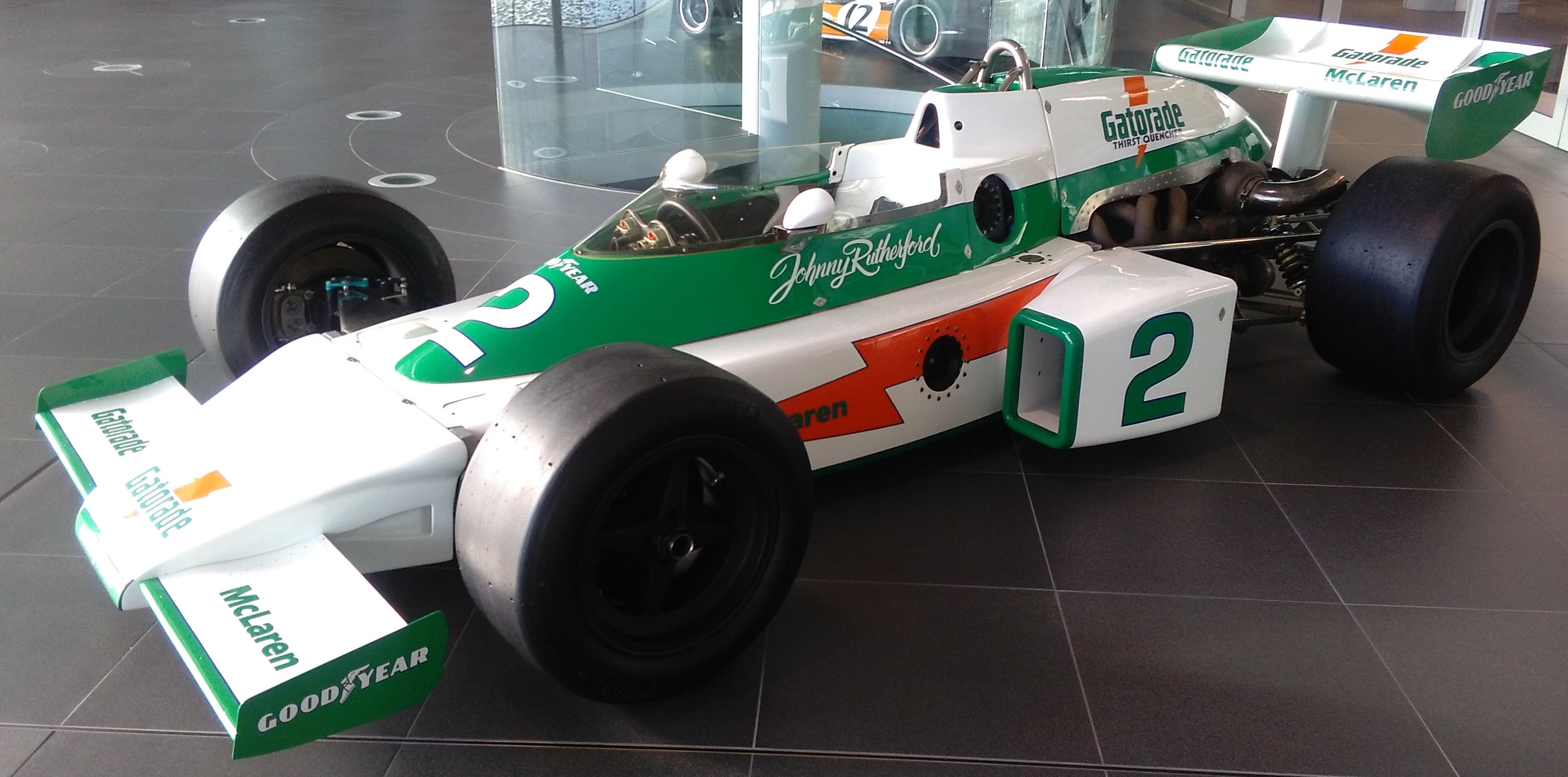
McLaren M16E, Siegerwagen von Johnny Rutherford

Das 60. Indianapolis 500 (offiziell 60th 500 Mile International Sweepstakes) auf dem Indianapolis Motor Speedway fand am 30. Mai 1976 statt.

## Das Rennen
Das Rennen ging über eine Distanz von 200 Runden à 4,023 km, was einer Gesamtdistanz von 804,672 km entspricht (Abbruch nach 102 Runden). Aus der Pole Position startete Johnny Rutherford (Team McLaren) mit einer Vierrunden-Durchschnittszeit von 3:10.52 Min. oder 188,957 mph (304,097 km/h). Die schnellste Runde im Rennen drehte A. J. Foyt (Gilmore Racing Team) in 48,38 Sekunden (186,027 mph). Das Rennen war der dritte Lauf zur USAC-Saison 1976.

## Ergebnisse

### Startaufstellung
| Reihe | Innen             | Mitte             | Außen            |
| ----- | ----------------- | ----------------- | ---------------- |
| 1     | Johnny Rutherford | Gordon Johncock   | Tom Sneva        |
| 2     | Al Unser          | A. J. Foyt        | Pancho Carter    |
| 3     | Wally Dallenbach  | Gary Bettenhausen | Bill Vukovich II |
| 4     | Larry Cannon      | Mike Mosley       | Bobby Unser      |
| 5     | Roger McCluskey   | Johnny Parsons    | John Martin      |
| 6     | Dick Simon        | Vern Schuppan     | Bill Puterbaugh  |
| 7     | Mario Andretti    | Jerry Grant       | Billy Scott      |
| 8     | Salt Walther      | Steve Krisiloff   | Al Loquasto      |
| 9     | Spike Gehlhausen  | Larry McCoy       | George Snider    |
| 10    | Bob Harkey        | Sheldon Kinser    | Lloyd Ruby       |
| 11    | David Hobbs       | Tom Bigelow       | Jan Opperman     |

### Schlussklassement
Wetter: bewölkt, 22°, später Regen und Abbruch des Rennens
| Pos. | Nr. | Name                  | Chassis           | Motor       | Rd. | Zeit/Rückstand | Qualifikation ø 4 Rd. mph | Start |
| ---- | --- | --------------------- | ----------------- | ----------- | --- | -------------- | ------------------------- | ----- |
| 1    | 2   | Johnny Rutherford (W) | McLaren M16E      | Offenhauser | 102 | 1:42:52.48     | 188,957                   | 1     |
| 2    | 14  | A. J. Foyt (W)        | Coyote 75         | Foyt        | 102 | 15.36          | 185,262                   | 5     |
| 3    | 20  | Gordon Johncock (W)   | Wildcat MK 2      | DGS         | 102 | 1:44.95        | 188,531                   | 2     |
| 4    | 40  | Wally Dallenbach      | Wildcat MK 2      | DGS         | 101 | 1 Rd.          | 184,445                   | 7     |
| 5    | 48  | Pancho Carter         | Eagle 74          | Offenhauser | 101 | 1 Rd.          | 184,824                   | 6     |
| 6    | 68  | Tom Sneva             | McLaren M16C      | Offenhauser | 101 | 1 Rd.          | 186,355                   | 3     |
| 7    | 21  | Al Unser (W)          | Parnelli VPJ-6B   | Cosworth    | 101 | 1 Rd.          | 186,258                   | 4     |
| 8    | 6   | Mario Andretti (W)    | McLaren M16C      | Offenhauser | 101 | 1 Rd.          | 189,404                   | 19    |
| 9    | 77  | Salt Walther          | McLaren M16C/D    | Offenhauser | 100 | 2 Rd.          | 182,796                   | 22    |
| 10   | 3   | Bobby Unser (W)       | Eagle 74          | Offenhauser | 100 | 2 Rd.          | 187,520                   | 12    |
| 11   | 51  | Lloyd Ruby            | Eagle 74          | Offenhauser | 100 | 2 Rd.          | 186,480                   | 30    |
| 12   | 93  | Johnny Parsons        | Finlay-Eagle      | Offenhauser | 98  | 4 Rd.          | 182,843                   | 14    |
| 13   | 23  | George Snider         | Eagle 74          | Offenhauser | 98  | 4 Rd.          | 181,141                   | 27    |
| 14   | 24  | Tom Bigelow           | Eagle 72          | Offenhauser | 98  | 4 Rd.          | 181,965                   | 32    |
| 15   | 12  | Mike Mosley           | Eagle 74          | Offenhauser | 98  | 4 Rd.          | 187,588                   | 11    |
| 16   | 8   | Jan Opperman          | Eagle 74          | Offenhauser | 97  | 5 Rd.          | 181,717                   | 33    |
| 17   | 69  | Larry Cannon          | Eagle 72          | Offenhauser | 97  | 5 Rd.          | 181,388                   | 10    |
| 18   | 9   | Vern Schuppan (R)     | Eagle 74          | Offenhauser | 97  | 5 Rd.          | 182,011                   | 17    |
| 19   | 97  | Sheldon Kinser        | Dragon 76         | Offenhauser | 97  | 5 Rd.          | 181,114                   | 29    |
| 20   | 96  | Bob Harkey            | Kingfish 73       | Offenhauser | 97  | 5 Rd.          | 181,141                   | 28    |
| 21   | 98  | John Martin           | Dragon 76         | Offenhauser | 96  | 6 Rd.          | 182,417                   | 15    |
| 22   | 83  | Bill Puterbaugh       | Eagle 73          | Offenhauser | 96  | 6 Rd.          | 182,002                   | 18    |
| 23   | 28  | Billy Scott (R)       | Eagle 72          | Offenhauser | 96  | 6 Rd.          | 183,383                   | 21    |
| 24   | 92  | Steve Krisiloff       | Eagle 72          | Offenhauser | 95  | 7 Rd.          | 182,131                   | 23    |
| 25   | 86  | Al Loquasto (R)       | McLaren 16C       | Offenhauser | 95  | 7 Rd.          | 182,002                   | 24    |
| 26   | 63  | Larry McCoy           | RasCar-Atlanta 74 | Offenhauser | 91  | 11 Rd.         | 181,387                   | 26    |
| 27   | 73  | Jerry Grant           | Eagle 74          | AMC         | 91  | 11 Rd.         | 183,617                   | 20    |
| 28   | 45  | Gary Bettenhausen     | Eagle 72          | Offenhauser | 52  | Turbolader     | 181,791                   | 8     |
| 29   | 33  | David Hobbs           | McLaren M16C      | Offenhauser | 10  | Wasserverlust  | 183,580                   | 31    |
| 30   | 7   | Roger McCluskey       | Lightning 76      | Offenhauser | 8   | Unfall         | 186,499                   | 13    |
| 31   | 5   | Bill Vukovich, Jr     | Eagle 74          | Offenhauser | 2   | Defekt         | 181,433                   | 9     |
| 32   | 17  | Dick Simon            | Vollstedt 73      | Offenhauser | 1   | Defekt         | 182,342                   | 16    |
| 33   | 19  | Spike Gehlhausen (R)  | McLaren M16B      | Offenhauser | 0   | Öl-Leck        | 181,717                   | 25    |

(W)=früherer Gewinner / (R)=Rookie / alle Starter auf Goodyear-Reifen / Gelbphasen: 6 für 21 Rd.

### Führungsrunden
| Fahrer            | Team                | Anzahl |
| ----------------- | ------------------- | ------ |
| Johnny Rutherford | Team McLaren        | 48     |
| A. J. Foyt        | Gilmore Racing Team | 29     |
| Gordon Johncock   | Patrick Racing      | 18     |
| Pancho Carter     | All-American Racers | 3      |
| Wally Dallenbach  | Patrick Racing      | 3      |
| Tom Sneva         | Team Penske         | 1      |